# Друга влада Слободана Јовановића
Друга влада Слободана Јовановића је била влада Краљевине Југославије у егзилу од 2. јануара до 26. јуна 1943.

## Чланови владе
| Функција                                                               | Слика            | Име и презиме       | Детаљи    |
| ---------------------------------------------------------------------- | ---------------- | ------------------- | --------- |
| Председник Владе и Министар унутрашњих послова                         |                  | Слободан Јовановић  |           |
| Потпредседник Владе и Министар пошта, телеграфа и телефона             |                  | Јурај Крњевић       |           |
| Потпредседник Владе и Министар грађевина                               |                  | Миха Крек           |           |
| Министар иностраних послова                                            |                  | Слободан Јовановић  | заступник |
| Министар просвете                                                      |                  | Милош Трифуновић    |           |
| Министар војске, ваздухопловства и морнарице                           |                  | Драгољуб Михаиловић |           |
| Министар војске, ваздухопловства и морнарице                           |                  | Слободан Јовановић  | заступник |
| Министар саобраћаја                                                    |                  | Милан Грол          |           |
| Министар финансија и Министар трговине и индустрије                    |                  | Јурај Шутеј         |           |
| Министар социјалне политике и народног здравља                         |                  | Срђан Будисављевић  |           |
| Министар правде, Министар пољопривреде и Министар снабдевања и исхране | Милан Гавриловић | Милан Гавриловић    |           |
| Министар шума и рудника                                                |                  | Јован Бањанин       |           |